# ヴィラン (曲)
「ヴィラン」（英語: villain）は、てにをはの楽曲。

## 概要
2020年2月7日にYouTubeとニコニコ動画に投稿された、VOCALOIDのv_flowerを使用した楽曲。電子的な音色のビートとオルタナティブロック的なギター、サビで現れるスネアが特徴的である。トランスジェンダーの主人公が恋愛等に苦悩する心情が綴られている。
てにをはが手掛ける楽曲の特徴である韻を踏んだ表現の多用、歌詞の言葉遊びと物語性の高さが見受けられる。サビでは、「Villain Villain」「Dr. Duran Duran」「ヴィラン」「糜爛」と脚韻を踏んだり、「ヴィラン」の発音に巻き舌を使ったりするなど遊び心が溢れている。
YouTubeでは2020年2月12日に10万再生、3月28日に100万再生を記録、ニコニコ動画でも2月19日に殿堂入り、9月14日に100万再生を記録して、女学生探偵シリーズを越える代表作となった。
2020年2月29日に各種音楽ストリーミング・サービスにおいて配信が開始された。また、JOYSOUNDでも2020年3月21日に配信が開始され、2020年発売曲カラオケ総合部門8位に入賞した。

## チャート成績
- 2020年Spotifyバイラルチャート(日本)の年間ランキングプレイリスト掲載（29位）[12]
- 週間14位（Billboard JAPAN Top User Generated Songs、2021年3月3日付け）[13]

## 収録内容
| #         | タイトル     | 作詞・作曲・編曲 | 時間 |
| --------- | ------------ | ---------------- | ---- |
| 1.        | 「ヴィラン」 | てにをは         | 3:20 |
| 合計時間: | 合計時間:    | 合計時間:        | 3:20 |

## 映像作品
ミュージック・ビデオのイラストはねここが手掛けている。少年と信号機のイラストが主に用いられている。動画の中で使用されている歌詞はてにをはが手書きしたもので、flower版で「論者」が「諭者」となっている誤字があったがセルフカバー版では修正されている。

## 漫画化作品
- ふじた(漫画) / ねここ(キャラクターデザイン) にて、一迅プラスで漫画作品が発表されている。

## 番組出演
- 『沼にハマってきいてみた』（2020年10月5日放送） - めいちゃんがカバーしたヴィランに乗せて踊り手のいりぽん先生が踊る様子が放送された[17]。
- 『バズリズム02』（2020年12月11日放送） - 「過激な歌詞のボカロ曲」の一つとして紹介された[18]。
- 『夜光音楽ボカロP5min.』（2021年6月6日放送） - 番組のためにリアレンジした「ヴィラン夜光音楽バージョン」が放送された[19]。
- 『虹クロ』（NHKETV、2024年11月5日放送） - 「LGBTQ+の10代が心に響いた音楽」の投票結果の第一位として紹介された。

## 楽曲提供

### カバー
- 小林私 - アルバム『他褌』
- しゅーず - 配信限定シングル
- てにをは - セルフカバー
- 宮下遊 - 配信限定シングル
- めいちゃん - 配信限定シングル
- yuina - アルバム『Yuiuta J-Pop Cover Vol.2』
- ASCA - シングル『カルペディエム/ヴィラン』
- Gero - 配信限定シングル
- Ado - カバーアルバム『Adoの歌ってみたアルバム』

### ムック
- ピアノ×ボカロソング 2021（2020年11月4日発売[20]） ISBN 978-4-4016-4984-6

### ゲーム
- Nintendo Switch版『グルーヴコースター ワイワイパーティー!!!!』DLC「ボーカロイド パック4」[21]
- アーケード版『グルーヴコースター』[22]
- 『チュウニズム』[23]
- 『テトテ×コネクト』[24]
- 『プロジェクトセカイ カラフルステージ！ feat. 初音ミク』[25]
- 『バンドリ! ガールズバンドパーティ!』 - Afterglow（美竹蘭（佐倉綾音））によるカバー（2023年9月29日追加）[26]